# 263 Dresda
Dresda è un asteroide della fascia principale, scoperto nel 1886 del diametro medio di circa 23,24 km.
Il suo nome è dedicato alla città di Dresda.

## Parametri orbitali
Dresda presenta un'orbita caratterizzata da un semiasse maggiore pari a 2,8883042 UA e da un'eccentricità di 0,0779363, inclinata di 1,31409° rispetto all'eclittica.
Stanti i suoi parametri orbitali, è considerato un membro della famiglia Coronide di asteroidi.